# Карантин (фільм, 2008)
«Карантин» (англ. Quarantine) — американський науково-фантастичний фільм жахів 2008 року виробництва США (компанія Screen Gems), заснований на іспанському кінофільмі [Репортаж]. Режисер — Джон Ерік Даудл. У головних ролях: Дженіфер Карпентер, Джей Ернандез, Коламбус Шорт, Стів Харріс, Грег Германн, Бернард Вайт, Раде Шербеджія. Фільм є рімейком іспанського фільму з кількома винятками, такими як доданими сценами та діалогами. Знятий у стилі документального відео («found footage»): це ніби-то документальний репортаж журналістів з телебачення про нічну зміну пожежної бригади та оповідає про подію в одному з будинків, мешканці якого виявилися заражені небезпечним вірусом, що нагадує сказ.
У «Карантині» зовсім немає музики. У фільмі є лише звукові спец ефекти. Фільм є покадровим римейком, тому, крім перенесення дії в Лос-Анджелес, — зміни мінімальні. В американському фільмі, зокрема:
- введені сцени з ліфтом (який в будинку, показаному в іспанському фільмі, був відсутній)
- змінено походження вірусу: потрапивши в кімнату нагорі, Анджела та оператор дізнаються, що там жив член апокаліптичної секти, що викрала смертельний вірус з військової лабораторії.

## Синопсис
Телерепортерці Енжелі Вайдал (Дженіфер Карпентер) та її операторові (Стів Харріс) було доручено зняти репортаж про нічну зміну пожежних. На місці вони знайомляться зі своїми супроводжуючими: пожежниками Джейком (Джей Ернандез) та його напарником. До пожежної частини надійшов виклик: якась старенька на верхньому поверсі старого будинку постійно кричить. Пожежна бригада у складі двох пожежників, телерепортера й оператора виїжджають на виклик. Виявилося, що зі старенькою відбувається щось дуже дивне. Вона кидається на людей і намагається їх вкусити. У будівлі також були двоє поліцейських: Денні Віленський (Коламбус Шорт) та його помічник. Коли пожежники та поліцейські намагалися заспокоїти місіс Еспіноза, вона вкусила помічника Денні. Далі виявилося, що всі виходи на вулицю заблоковані і був оголошений карантин. Як виявилося, кілька днів тому собака одного з мешканців будинку заразилася незрозумілим вірусом та почала кусати інших тварин.

### Сюжет (рецензія на фільм)
| “ | "Тут поліція. Схоже, все трохи серйозніше, ніж ми думали! (із репортажу Анжели Вайдал). | ” |
|   |                                                                                         |   |

30 січня 2009 року на сайті kinofilms.ua критик Redder дав розгорнуту рецензію на фільм. Художня цінність рецензії провокує подати витримки із цієї літературної праці (переклад Redder'a):
 "…Злі сили змушували мене подивитися трилер під назвою «Карантин», що я й зробив. Фільм виявився знятий у модній нині припадочній манері «типу реальних зйомок». Шкода, що до них цією фігнею вже постраждала «Відьма із Блер», «Монстро» й «Щоденники мерців», а так вийшло самобутньо, таки-да…
…Молода журналістка Анджела Вайдал та її оператор, негр Скотт (на прізвище Персіваль, до речі) роблять репортаж про пожежну дільницю міста Лос-Анджелеса, і з цією метою завалюються всередину, заявляючи здивованим пожежникам, що вони тепер з ними — не-розлий-вода! Пожежники цілком не проти, особливо пильно придивляючись до журналістки; та й на негра теж дехто поглядає з інтересом.
І не встигла наша Анджела навіть як треба поїздити по пожежній жердині й надивитися на пожежні шланги (гусари, мовчати!), як до дільниці поступає виклик! Терміново біжіть, кажуть по телефону, на бульвар Сансет, там бабусю-лихварку якийсь п'яний сокирою зашиб. Браві хлопці, а також наша дівчина із чорним сером Персівалем мчать туди, після чого починається страшне.
Виявляється, бабуся-лихварка була зовсім не бабусею, а точніше, не зовсім бабусею, а цілою місіс Еспіноза. Чи була вона ріднею відомому філософу, поки встановити не вдалося. Еспіноза ця заразилася підступним вірусом сказу, який перетворює нормальну людину на чистого зомбі буквально протягом декількох хвилин. Звичайно, нещасні рятувальники ні про що подібне не підозрюють, в результаті чого бабуся підбирається до них на відстань кидка — а потім я-а-ак стрибне! І от результат — двоє поранених у перші ж десять хвилин операції.
Єдиним, хто реагує чітко й швидко на загрозу зараження, виявляється уряд США, він миттєво оточує будинок із ураганячою Еспінозою, наганяє солдатів і перекриває всі входи й виходи. А ті громадяни, що сидять всередині, звичайно, виявляються надані самі собі. Ну й ще лиховісним зомбарям, звісна річ.
В результаті обложеним доводиться використовувати будь-які підручні засоби для втихомирення особливо буйних і скажених. В одному випадку оператор Скотт навіть використовує улюблену камеру для вибивання в якоїсь неадекватної тітки всіх її гниючих мізків. Дуже, дуже гарні й міцні камери в них там в Америці, я собі теж хочу таку. З такою бронебійною камерою можна навіть відважно гуляти по району, ніхто й не пискне.
Зображення зомбі мало деякі зміни, але не дуже сильні. Зомбі тепер вміють голосно репетувати й стрибати з розбігу, а проте дохнуть не тільки від пострілу в голову, але навіть і від сильного удару куркулем у рило. Загалом, плюс два до швидкості, мінус один до статури.
Крові у фільмі порядно, аматори залишаться задоволені, крім того, як melee weapon вміло використовується пожежна кувалда — шматки від скажених зомбарів так і відлітають. Правда, використовується вона якось мляво, всього лише декілька разів, інший час у хід йдуть кулаки і ноги. З іншого боку, як колишній кувалдомахатель, розумію — вона … важка, її постійно тримати у висячому положенні дуже утомливо.
Серед персонажів найбільше сподобався дідок-росіянин — Юрій Іванов. Сподобався характерним акцентом і розсудливістю: практично всі ідеї, як вибратися із замкненого будинку, належать йому. На жаль, відповідно до режисерського задуму, дідка благополучно заразили вірусом й убили. Грає його, до речі, той ж актор, що й Бориса Бритву в ["Великий куш" — Авт.], серб на ім'я Раде Шербеджия.
Тупа журналістка під кінець почала неабияк бісити — повною відмовою що-небудь робити, нескінченним вереском й істерикою. Тому коли її таки потягли в темряву разом з її криками, відчув полегшення. А тут вже й фільм закінчився.
Фільм, повторюся, перезнятий з іспанського оригіналу. Тому деяких сюжетних рішень, не знаючи подій [Репортажу], зрозуміти неможливо. Зовсім незрозуміло, що ж це за громадянин такий жив на горищі, куди він подівся, і для чого там був магнітофон. Неясно, що це був за худенький лаборант, і як він міг не почути двох чуваків у тісній кімнатці. Ну й за яким хріном громадяни бігли на горище, коли вихід був у підвалі — теж зрозуміти непросто.
Фільм, як можна здогадатися за манерою зйомки, недорогий, майже вся дія відбувається в межах одного-єдиного будинку, акторів усього десяток. Тому бюджет фільму склав усього 12 мільйонів, а зібрав він у світі цілих 36 мільйонів [$41,3 млн — Авт.], що є явним успіхом…"

## Ролі
- Дженіфер Карпентер у ролі Анджели Відал
- Стів Гаріс[en] у ролі Скотта Персиваля
- Джей Ернандез у ролі Джейка
- Данія Рамірес у ролі Седі
- Раде Шербеджія у ролі Юрія Іванова
- Елейн Кеган у ролі Ванди Мерімон, його дружини
- Грег Германн[en] у ролі Лауренса
- Бернард Вайт[en] у ролі Бернарда
- Коламбус Шорт[en] у ролі Дені Віленскі
- Джонатон Шек[en] у ролі Джорджа Флетчера
- Шерон Фергюсон у ролі Джвагіра (африканця, що не розмовляє англійською)
- Джейрмейн Джексон у ролі Недіф (його дружини, що також не розмовляє англійською)
- Мерін Хінклі[en] у ролі Кеті, матері Бріани
- Джої Кінг у ролі Брайани, хворої на бронхіт дівчинки
- Деніс О'Харі[en] у ролі Ренді
- Дженні Еппер[en] у ролі місіс Еспіноза
- Даг Джонс у ролі худого зараженого чоловіка.

## Рецензії
Карантин, який знімався не для американських критиків, отримав змішані відгуки від критиків. Сайт Rotten Tomatoes зазначає, що 59 % критиків дають позитивні рецензії, посилаючися на 77 оглядів. Сайт Metacritic дає фільму усереднений рейтинг 54 %, посилаючись на 10 оглядів, що свідчить про «змішані чи усереднені оцінки».
Карантин отримав 70 % від Bloody Disgusting і Fangoria віддала фільмові аж 87,5 %. Журнал Empire (Імперія) була теплішою у своїй оцінці, проте розкритикувала недбало і нетворчо (дослівно) скопійовані з оригінала діалоги рімейка.
Хауме Балагуеро (Jaume Balagueró), автор сценарію і режисер [Репортаж] and [Репортаж]² разом із Пако Пласа (Paco Plaza), і [Репортаж] 3: Génesis самостійно, висловив огиду до «Карантину» сказавши: «Для мене неможливо уподобати оце, бо оце є копією. Воно абсолютно таке ж — окрім самого фіналу. Неможливо отримати задоволення від „Карантину“ після [Репортажу]. Я не розумію, чому вони випустили релігійні теми: вони втратили дуже важливу частину кінця фільму.»
Олег Чеботарев із сайту «Мир фантастики и фэнтези» у оцінці фільму був категоричним: «…рімейк-клон європейського зомбі-хоррора, невиправдано дорогий, точно скопійований, не має художньої цінності і абсолютно необов'язковий для перегляду.» Журнал «Мир фантастики и фэнтези» оцінив цей фільм за 5-ма критеріями і присудив йому рейтинг 5 із 10.

### Цікаві факти
- Тизер «Карантину» з'явився в мережі «усього» через кілька місяців з дня прем'єри його першоджерела — іспанського фільму «Репортаж».
- У жодній країні світу «Карантин» не вийшов на екрани точно в термін: в залежності від території дата його прем'єри переносилася як мінімум один раз.
- «Карантин» обійшовся творцям в 12 мільйонів доларів — що приблизно в шість разів дорожче його іспанського оригіналу; і разом із релізом DVD i Blu-ray у світі зібрав майже у шість разів більше, чим фільм обійшовся творцям.[9]

## Нагороди
- 2009 Reaper Awards «Best Zombie Film»[10]
- 2009 Fangoria[en] Chainsaw Awards: 2-ге місце за найкращий грим /Спецефекти з істотами (Роберт Гол)
- 2009 Премія «Сатурн» за найкращий фільм жахів: номінація

## Виробництво і випуск фільму
Початковою датою виходу на екрани фільму «Карантин» було оголошено 17 жовтня 2008 року, але згодом реліз було перенесено і його випущено 10 жовтня 2008 року.
На DVD and Blu-ray Disc фільм ' вийшов 17 лютого 2009 року.
За перший тиждень прокату фільм зібрав $5,379 млн, ставши лідером касових зборів у США. Протягом другого тижня показу за сумою касових зборів посів другу сходинку після Крихітка з Беверлі-Гіллз, заробивши $14,2 млн на кінець тижня. При тому, що кошторис фільму  — усього 12 мільйонів, у США фільм усього зібрав $31 691 811, а в інших країнах — $9 628 095, що в цілому склало $41 319 906. Іще $9,8 млн принесла у США реалізація фільму на DVD (реліз відбувся спільно компаніями фірмами Columbia/Sony 29 січня 2009 р.)
В Українських кінотеатрах фільм бачили у кінці січня 2009 р.

## Продовження
У березні 2010 компанія Screen Gems оголосила, що режисер Джон Пог (John Pogue) збирається поставити продовження (сиквел), Карантин 2: Термінал, який розповідає про спалах епідемії в аеропорту. Ця історія суттєво відрізняється від Репортаж 2.